# Casper Lykke
Casper Lykke (født 1. januar 1998) er en dansk fodboldspiller, der spiller for Boldklubben Skjold. Han blev født i Herning.

## Karriere

### Boldklubben Frem
Den 29. juli 2022 blev det offentliggjort, at Casper Lykke skiftede til Frem. Den 2. august 2022 debuterede han for Frem mod Såby Fodbold i DBU Pokalen. Kampen endte med en 3-1 sejr til Frem. Han spillede sin sidste kamp for Frem mod sin gammel klub, Brabrand IF, som endte uafgjort. Casper Lykke scorede den eneste mål for Frem i kampen i den 88. minut.

### Boldklubben Skjold
Den 15. august 2023 blev det offentliggjort, at Casper Lykke skiftede til BK Skjold.